# Заозёрный
Заозёрный — город (с 13 октября 1948 года), административный центр Рыбинского района Красноярского края.
Образует муниципальное образование со статусом городского поселения город Заозёрный как единственный населённый пункт в его составе. В рамках административно-территориального устройства соответствует административно-территориальной единице город Заозёрный.
Население — 9954 чел. (2021).
Город расположен на реке Барге (левый приток Кана, бассейн Енисея), в 120 км к востоку от Красноярска.

## История
Первые упоминания о поселении охотников эвенков и кыргызов у озёр, на месте будущего города, относятся к середине XVII века. В 1694 году местным населением были обнаружены соляные ключи, и в том же году открылась соляная варница. Первое полноценное поселение, слобода Троицко-Заозёрная, было основано в августе 1776 года экономическими крестьянами из прихода Троицкого Усолья Енисейского заказа Романом Амосовым, Семёном Дресвянским и Иваном Пулкиным. Основной целью основания поселения явилась возможность добычи здесь слюды для окон церквей и монастырей, тобольских и московских палат. Слобода возникла с одобрения епископа Тобольского и Сибирского Варлаама и располагалась на землях, принадлежавших Троицко-Туруханскому монастырю. Для разработки слюды был создан Троицкий слюдяной завод, давший первое название посёлку.
В конце XVIII века в 7,5 км от слободы, на реке Топольской, возник железный рудник купца Лобанова, однако разработка его была прекращена ещё в XIX веке. В 1840-е годы слобода получила статус села. В селе, известном хлебной торговлей, в начале XX века стояла деревянная церковь Иоанна Богослова, впоследствии уничтоженная большевиками.
7 января 1939 года село Заозёрное (по другим данным, в 1934 село Троицко-Заозёрное) было преобразовано в рабочий посёлок Заозёрный, который 13 октября 1948 года получил статус города.
В 1963 году Заозёрный получил статус города краевого подчинения. В него вошли поселки городского типа Ирша и Урал с образованием поселковых советов. В 1960-х — начале 1980-х годов в Заозерный входил и поселок городского типа Бородино (теперь отдельный город). 

## Население

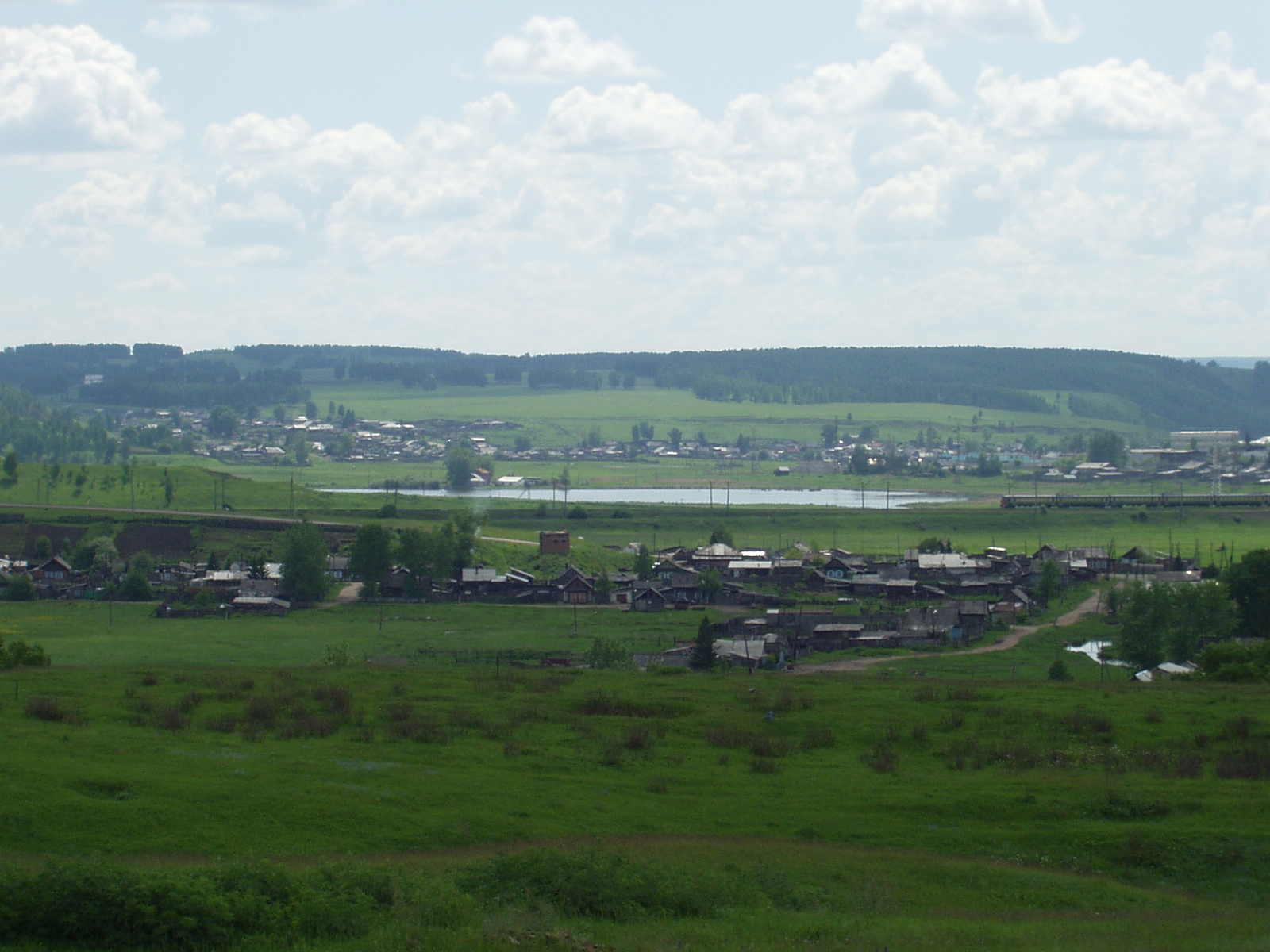
Одно из озёр в черте города

| 1939    | 1959    | 1967    | 1970    | 1979    | 1989    | 1992    | 1996    | 1998    |
| ------- | ------- | ------- | ------- | ------- | ------- | ------- | ------- | ------- |
| 9152    | ↗34 724 | ↘31 000 | ↘27 216 | ↘15 848 | ↘15 714 | ↘15 600 | ↘15 100 | ↘14 600 |
| 2000    | 2001    | 2002    | 2003    | 2005    | 2006    | 2007    | 2008    | 2009    |
| ↘13 900 | ↘13 600 | ↘12 476 | ↗12 500 | ↘11 900 | ↘11 500 | ↘11 300 | ↗11 400 | ↘11 304 |
| 2010    | 2011    | 2012    | 2013    | 2014    | 2015    | 2016    | 2017    | 2020    |
| ↘10 681 | ↗10 700 | ↘10 566 | ↘10 397 | ↘10 276 | ↘10 271 | ↗10 277 | ↗10 286 | ↘10 199 |
| 2021    |         |         |         |         |         |         |         |         |
| ↘9954   |         |         |         |         |         |         |         |         |

На 1 января 2024 года по численности населения город находился на неизвестном (невозможно определить город)-м месте из 1119 городов Российской Федерации.

## Местное самоуправление
Заозерновский городской Совет депутатов:
- Дата избрания: 8 сентября 2013 года. Срок полномочий — 5 лет. Количество депутатов — 15.
- Дата избрания: 9 сентября 2018 года. Срок полномочий — 5 лет. Количество депутатов — 15.

Главы муниципального образования:
- Миклин Юрий Сергеевич. Дата избрания: 8 сентября 2013 года. Срок полномочий — 5 лет.
- Букета Светлана Анатольевна. Дата избрания: 25 октября 2018 года. Срок полномочий — 5 лет.

До 2008 года являлся самостоятельным муниципальным образованием, городом краевого подчинения, с 2008 — Городское поселение Рыбинского района.

## Транспорт
Через город проходит Транссибирская железнодорожная магистраль, на которой расположена станция Заозёрная Красноярской железной дороги. Город связан асфальтированными дорогами с городами Бородино, Зеленогорск, Уяр, селом Рыбное. Во времена СССР в городе существовал аэропорт, закрытый с распадом Союза.

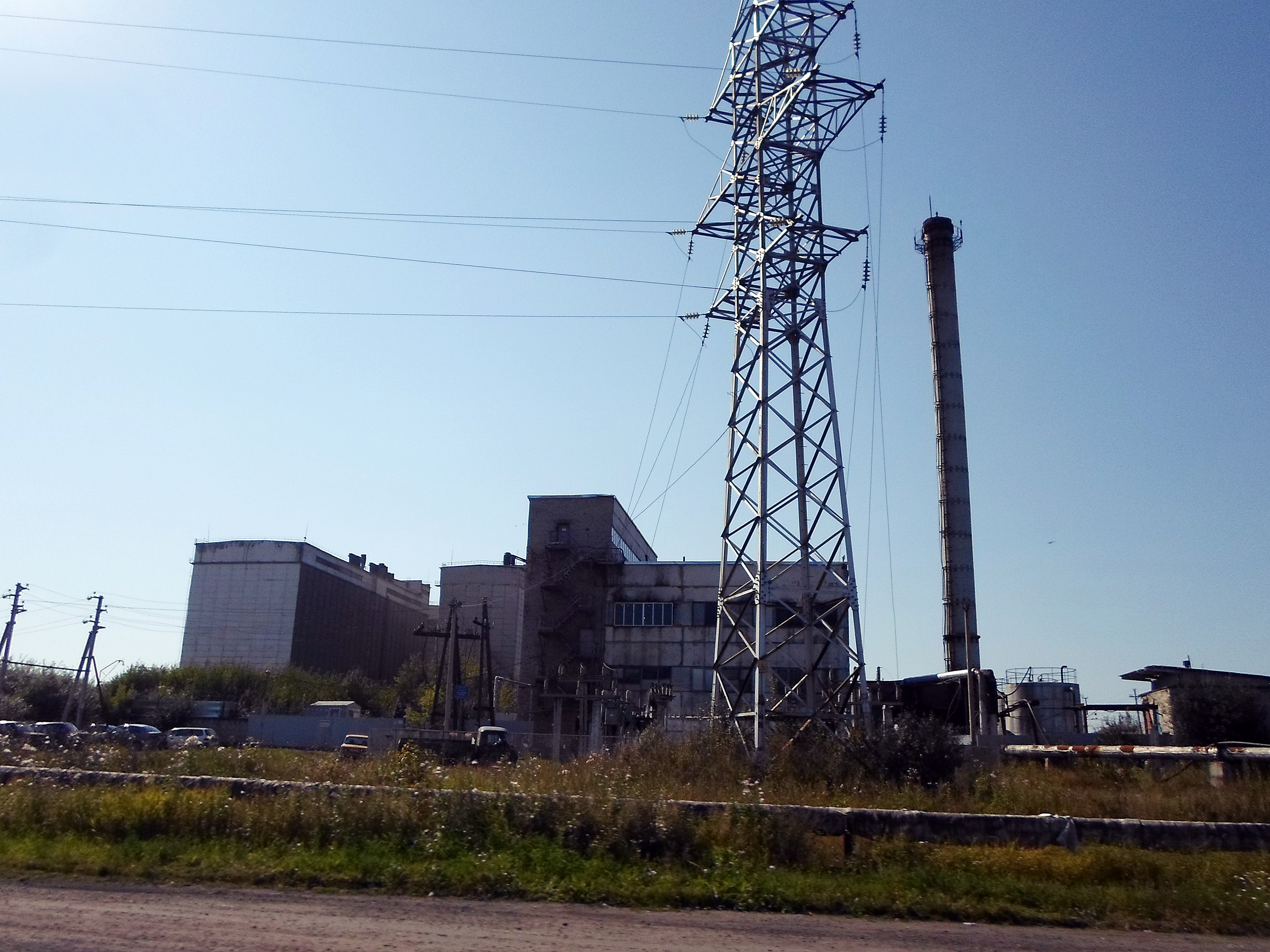
Заозёрный. Элеватор

## Образование
Две общеобразовательные школы и музыкальная школа. В Заозёрном действует представительство Красноярского государственного аграрного университета, филиал Красноярского юридического техникума и филиал Красноярского государственного торгово-экономического института. 

## Экономика
В Заозёрном работают предприятия добывающей отрасли, пищевой промышленности и строительной сферы. На территории Заозёрного действуют швейная фабрика и железнодорожная станция.